# Kanton Benfeld
Benfeld is een voormalig kanton van het Franse departement Bas-Rhin. Het kanton maakte deel uit van het arrondissement Sélestat-Erstein. op 1 januari 2015 werd het kanton opgeheven en de gemeenten werden toegevoegd aan het aan het aangrenzende kanton Erstein.

## Gemeenten
Het kanton Benfeld omvatte de volgende gemeenten:
- Benfeld (hoofdplaats)
- Boofzheim
- Friesenheim
- Herbsheim
- Huttenheim
- Kertzfeld
- Kogenheim
- Matzenheim
- Rhinau
- Rossfeld
- Sand
- Sermersheim
- Witternheim